# 愛野駅 (静岡県)

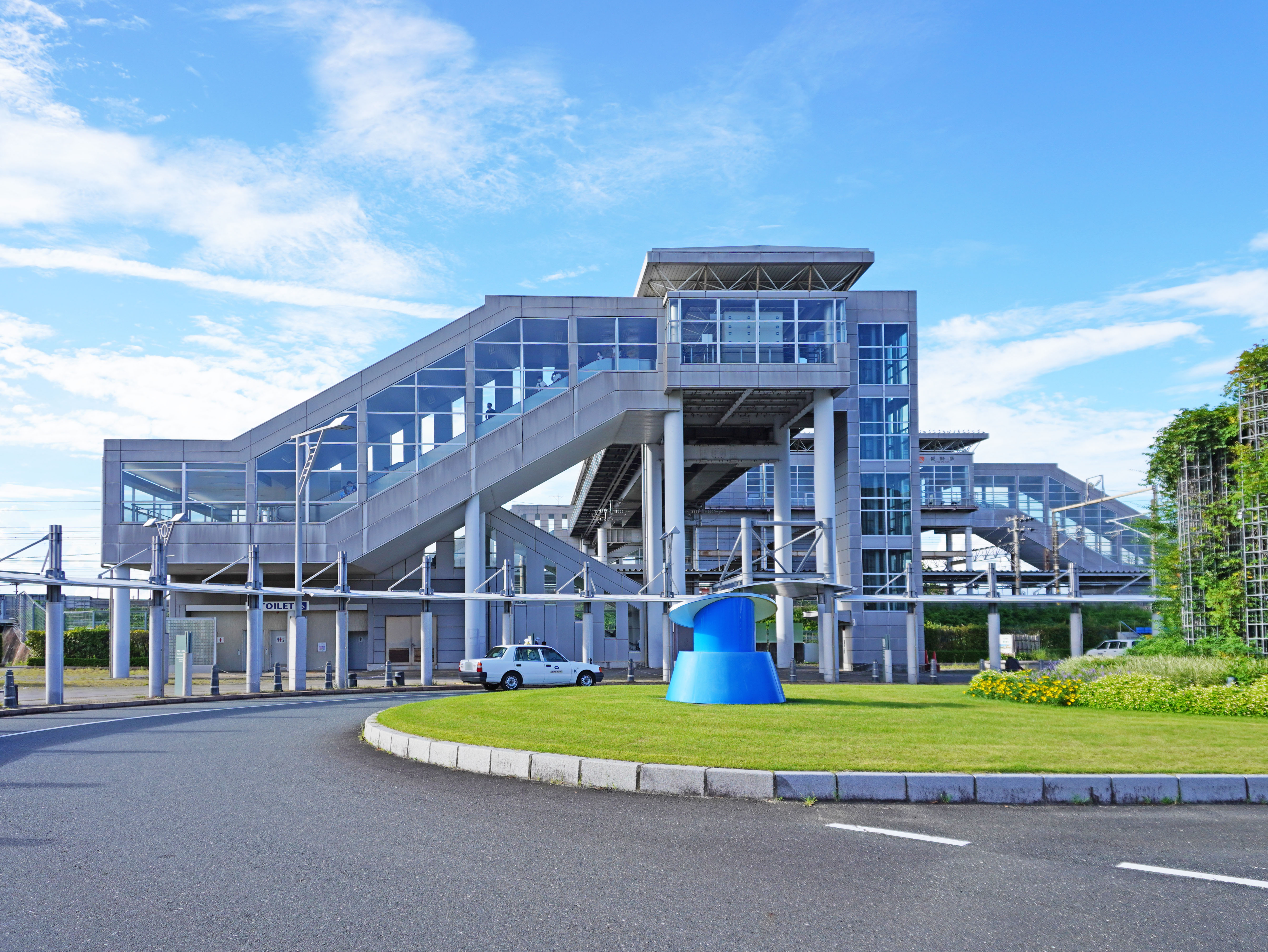
南口（2022年9月）

愛野駅（あいのえき）は、静岡県袋井市愛野にある、東海旅客鉄道（JR東海）東海道本線の駅である。駅番号はCA28。
運行形態の詳細は「東海道線 (静岡地区)」を参照。

## 歴史
2002年に開催されたFIFA（国際サッカー連盟）主催2002 FIFAワールドカップの開催に先立ち、会場の1つである静岡県小笠山総合運動公園スタジアム（静岡スタジアム エコパ）の最寄り駅として開業した。

### 年表
- 1998年（平成11年）10月18日：新駅設置工事に着手[1]。
- 2001年（平成13年）4月22日：東海道本線掛川 - 袋井間に新設開業[2]。
- 2008年（平成20年）3月1日：TOICAのサービス開始。

## 駅構造
有効長220mの島式ホーム1面2線を有する地上駅。橋上駅舎を持ち、北口と南口とがある。
JR東海交通事業の職員が業務を担当する業務委託駅で、袋井駅が当駅を管理している。JR全線きっぷうりばが設置されているが、早朝・夜間は無人となる。
ホームのすぐ脇を東海道新幹線が通過する。

### のりば
| 番線 | 路線          | 方向 | 行先           |
| ---- | ------------- | ---- | -------------- |
| 1    | CA 東海道本線 | 上り | 静岡・沼津方面 |
| 2    | CA 東海道本線 | 下り | 浜松・豊橋方面 |

（出典：JR東海:駅構内図）

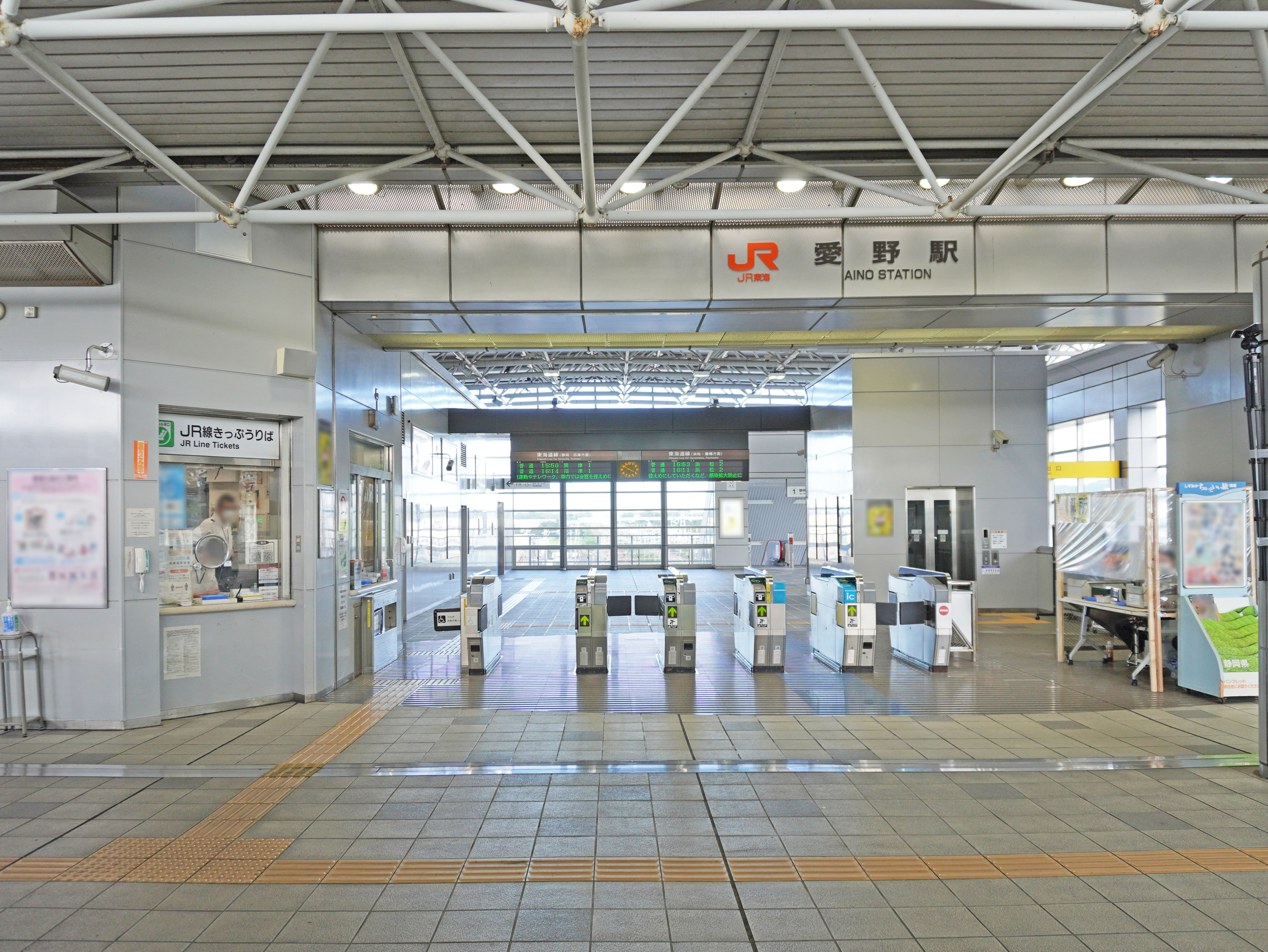
改札口（2022年9月）
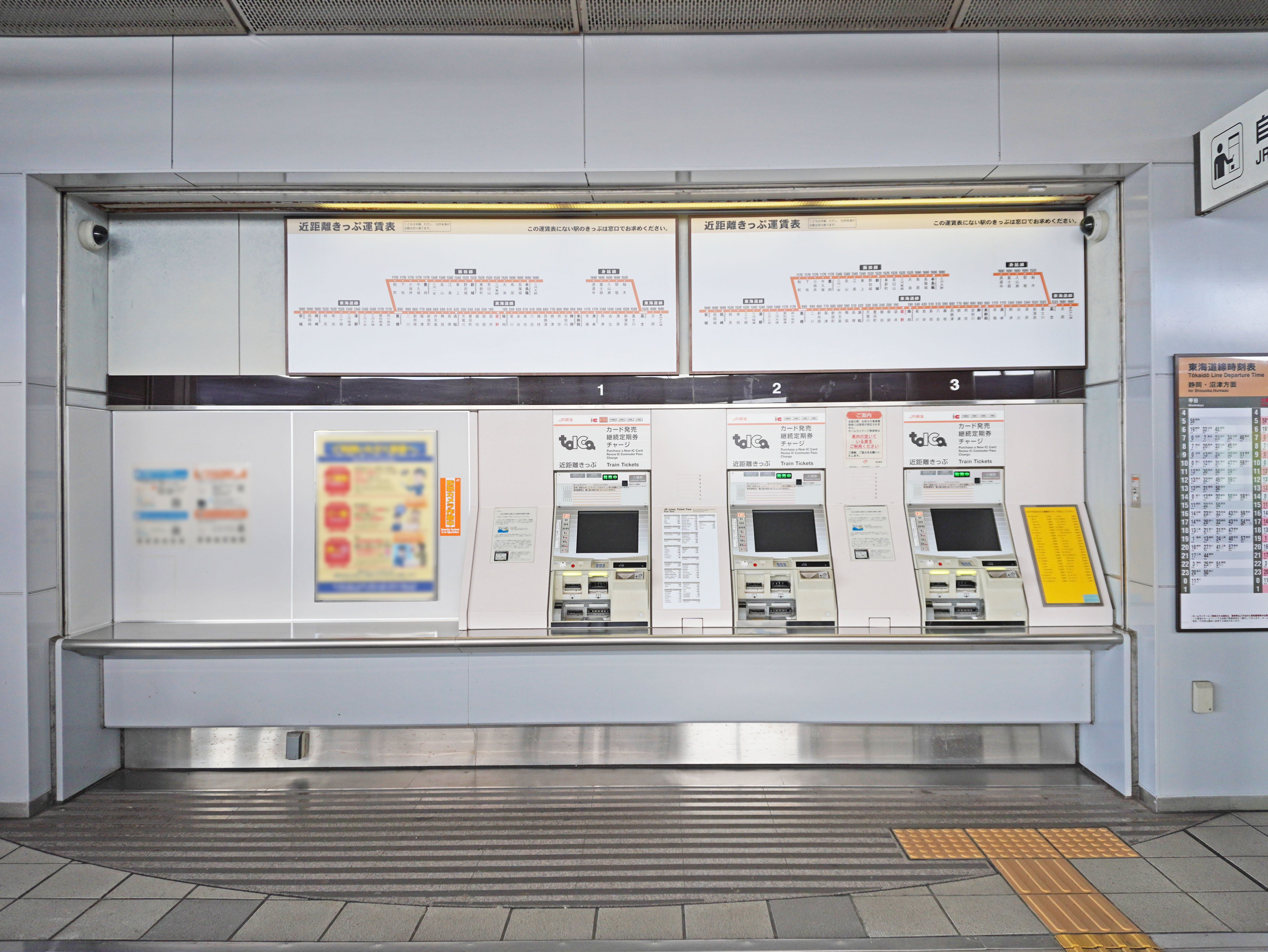
自動券売機（2022年9月）
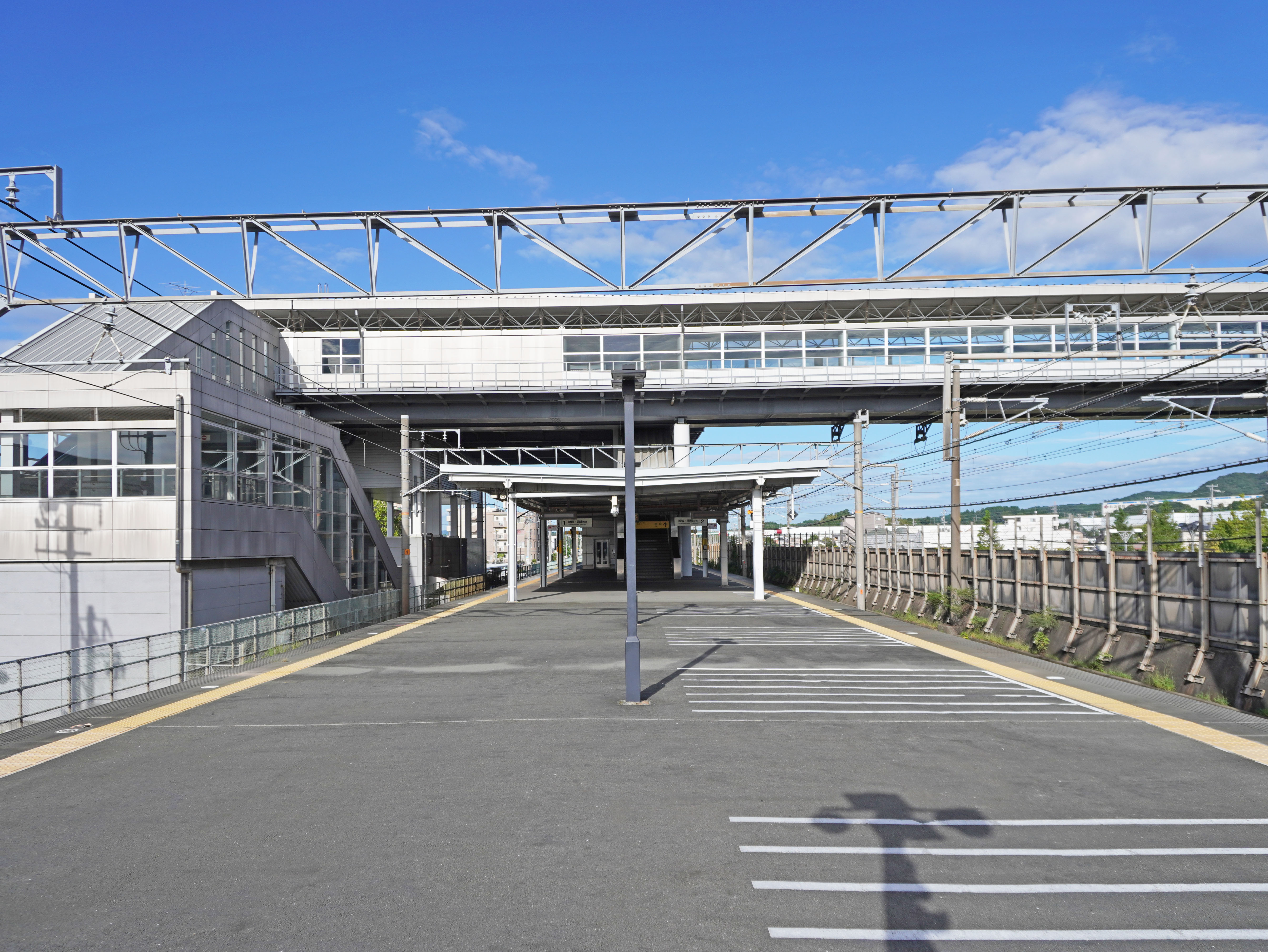
ホーム（2022年9月）
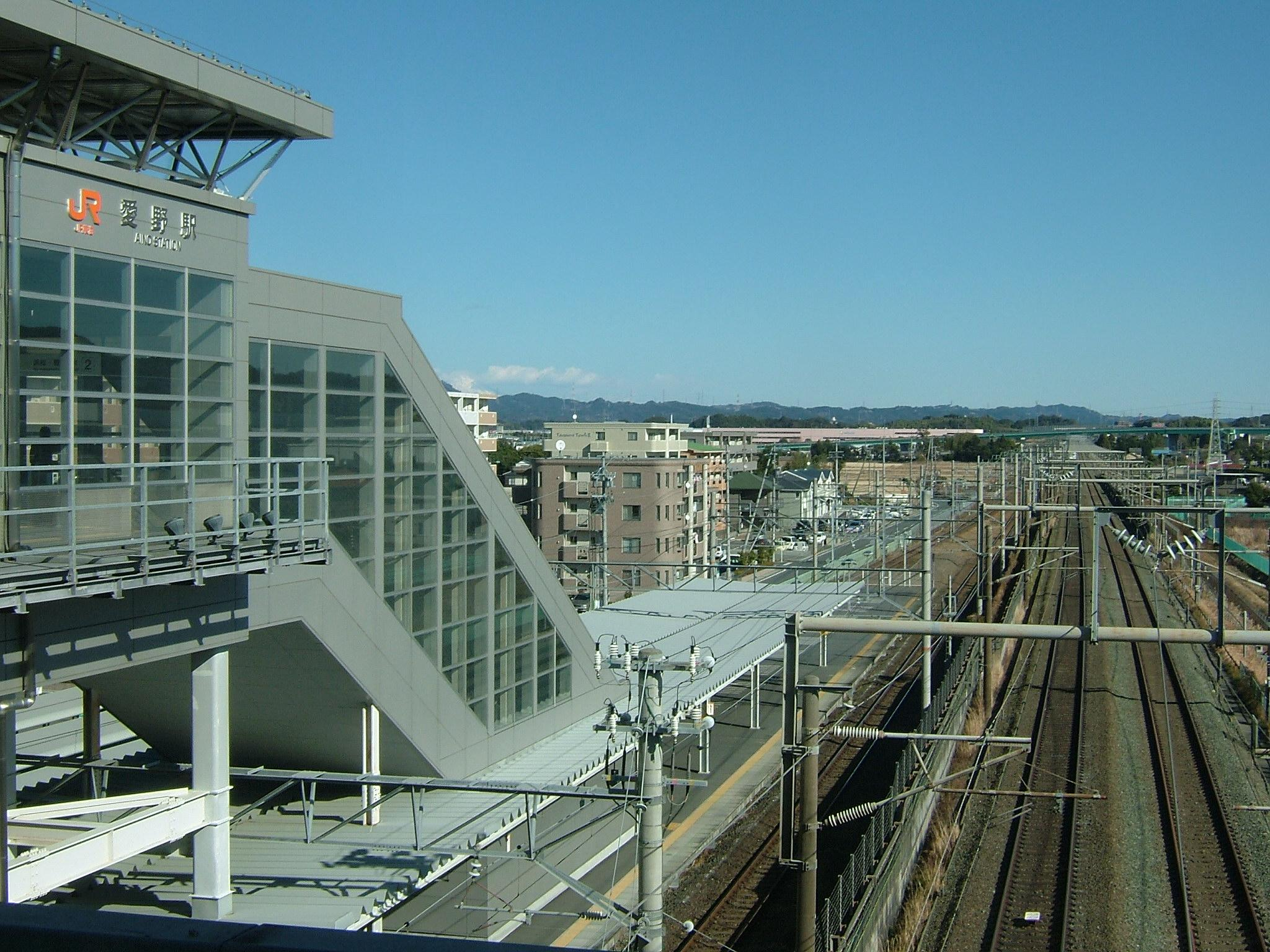
ホームすぐ脇の東海道新幹線（2009年1月）

## 利用状況
「静岡県統計年鑑」によると、2021年度（令和3年度）の1日平均乗車人員は2,354人である。
開業後の推移は以下のとおりである。
| 乗車人員推移       | 乗車人員推移     | 乗車人員推移 |
| 年度               | 1日平均 乗車人員 | 出典         |
| ------------------ | ---------------- | ------------ |
| 2001年（平成13年） | 966              | [ 3 ]        |
| 2002年（平成14年） | 1,349            | [ 3 ]        |
| 2003年（平成15年） | 1,445            | [ 3 ]        |
| 2004年（平成16年） | 1,876            | [ 3 ]        |
| 2005年（平成17年） | 1,985            | [ 3 ]        |
| 2006年（平成18年） | 2,131            | [ 3 ]        |
| 2007年（平成19年） | 2,213            | [ 3 ]        |
| 2008年（平成20年） | 2,406            | [ 3 ]        |
| 2009年（平成21年） | 2,311            | [ 3 ]        |
| 2010年（平成22年） | 2,517            | [ 3 ]        |
| 2011年（平成23年） | 2,529            | [ 3 ]        |
| 2012年（平成24年） | 2,591            | [ 3 ]        |
| 2013年（平成25年） | 2,654            | [ 3 ]        |
| 2014年（平成26年） | 2,646            | [ 3 ]        |
| 2015年（平成27年） | 2,822            | [ 3 ]        |
| 2016年（平成28年） | 2,820            | [ 3 ]        |
| 2017年（平成29年） | 3,078            | [ 3 ]        |
| 2018年（平成30年） | 3,102            | [ 3 ]        |
| 2019年（令和元年） | 3,358            | [ 3 ]        |
| 2020年（令和02年） | 1,931            | [ 3 ]        |
| 2021年（令和03年） | 2,354            | [ 3 ]        |

## 駅周辺
- 小笠山総合運動公園
  - 静岡スタジアム エコパ
  - エコパアリーナ
- ポーラ化成工業袋井工場
- NSKワーナー本社・工場
- 静岡理工科大学
- 法多山尊永寺
- 静岡県立袋井高等学校

当駅は袋井市に立地するが、東に300mほどで掛川市との市境に達する。

### バス路線
現在は南口ロータリーに袋井市自主運行バス（運行は秋葉バスサービス）の愛野駅南口バス停が位置するのみ（2021年4月1日に北口から移転）。同ロータリーに発着していた遠鉄バス法多線は2019年4月1日に廃止された。
- 愛野駅南口バス停
  - 袋井駅・中東遠総合医療センター線 袋井駅前行、中東遠総合医療センター行 （いずれも平日のみ）

## 隣の駅
東海旅客鉄道（JR東海）
CA 東海道本線
掛川駅 (CA27) - 愛野駅 (CA28) - 袋井駅 (CA29)